# Reise aus der Vergangenheit
Reise aus der Vergangenheit ist ein US-amerikanischer Spielfilm aus dem Jahr 1942. Der Film entstand nach einem Roman von Olive Higgins Prouty.

## Handlung
Die verunsicherte, aus wohlhabender Familie stammende Charlotte Vale lebt mit ihrer herrischen Mutter in Boston unter einem Dach. Ihre Mutter schreibt ihr vor, was sie anziehen, lesen und tagsüber machen soll, und betrachtet ihre jüngste Tochter als eine Art persönliche Begleiterin. Charlottes mitfühlende Schwägerin Lisa sieht, dass sie kurz vor einem Nervenzusammenbruch steht, und bringt den Psychiater Dr. Jaquith ins Haus. Jaquith bringt Charlotte in sein Sanatorium. Dort entwickelt sie sich zu einer eleganten, selbständigen Frau. Sie ist gesund und könnte nach Haus entlassen werden, fürchtet jedoch, dorthin zurückzukehren. Lisa arrangiert für sie, eine Kreuzfahrt nach Südamerika zu unternehmen.
An Bord des Schiffes lernt Charlotte den Architekten Jerry Durrance kennen, der wie sie allein reist. Der verheiratete Jerry verbringt eine nette Zeit mit Charlotte. Sie verstehen sich bestens und Charlotte erzählt ihm von ihren Problemen mit der Mutter und ihrem Sanatoriumsaufenthalt. Von Jerrys Freunden Deb und Frank McIntyre erfährt Charlotte, dass Jerry unglücklich verheiratet sei, aber niemals seine Familie verlassen würde. Nach einem Ausflug zum Zuckerhut in Rio de Janeiro verpassen Charlotte und Jerry das Schiff und verbringen eine erste gemeinsame Nacht. Fünf Tage bleiben sie in Rio und fliegen dann nach Buenos Aires, um wieder an Bord des Schiffes zu gehen. Sie sind verliebt, versprechen allerdings nach der Kreuzfahrt, sich nicht wieder zu sehen.
Charlotte kehrt nach Boston zu ihrer Familie zurück, die überrascht ist, wie sie sich verändert hat, doch ihre Mutter kämpft wieder um die Kontrolle über ihre Tochter. Charlotte beginnt eine Beziehung mit Elliot Livingston, was ihre Mutter gutheißt, da die Livingstons eine sehr angesehene Familie sind. Auf einer Party trifft sie plötzlich Jerry Durrance wieder. Sie wird sich ihrer wahrhaftigen Liebe zu Jerry bewusst und erkennt, dass ihre Beziehung zu Elliot Livingston nicht im Entferntesten von solch leidenschaftlichen Gefühlen geprägt ist. Als sie die Beziehung zu Elliot löst, kommt es zum Streit mit ihrer Mutter, die daraufhin einen Herzanfall bekommt und stirbt. Charlotte fühlt sich schuldig am Tod der Mutter und kehrt zu Dr. Jaquith ins Sanatorium zurück.
Im Sanatorium trifft Charlotte auf Tina, die Tochter von Jerry Durrance, die ebenfalls dort in psychologischer Behandlung ist. Wie einst Charlotte leidet auch Tina unter ihrer gefühlskalten Mutter. Charlotte kümmert sich um das Mädchen und nimmt sie schließlich mit Erlaubnis von Dr. Jaquith in ihr Haus nach Boston. Dort kommen sie Jerry und Dr. Jaquith besuchen. Jerry ist begeistert über die positive Veränderung seiner Tochter. Tina soll bei Charlotte bleiben. Charlotte sagt Jerry, dass sie nur unter der Bedingung bei ihr bleiben kann, wenn Jerry und sie ihre Liebesbeziehung beenden. Jerry fühlt sich schuldig, dass er durch seine Anwesenheit die Beziehung Charlottes zu Elliot beendet hat. Sie erwidert jedoch, dass sie durch Tinas Anwesenheit ihm immer nahe sein werde.

## Kritiken
Now, Voyager gilt heute als einer der beliebtesten Beispiele unter den sogenannten Women’s Pictures, also den auf ein weibliches Publikum zugeschnittenen Filmen des klassischen Hollywoods, und als einer der bekanntesten Filme aus Bette Davis’ erfolgreichster Zeit. Bei Rotten Tomatoes hat der Film, basierend auf 33 Kritiken, eine positive Kritikerwertung von 91 % (Stand: März 2022).
Peter Bradshaw schrieb 2021 anlässlich einer Wiederveröffentlichung in The Guardian, dass der Film „exquisit gehandwerkt und liebevoll geschauspielert“ sei. Paul Henreid sei „exzellent“, während Bette Davis ihre Figur „zugleich spitz und eckig, zur selben Zeit weich, sensibel und verletzlich“ gestalte. Bradshaw hob auch die emotionale Filmmusik von Max Steiner hervor, die perfekt zum Film passe und seinem Ruf als der „Tschaikowski von Hollywoods goldener Ära“ alle Ehre bereite. Themen des Films seien Selbstaufopferung sowie Unglücklichkeit und wie man diese überwinden könne.
Für den TV Guide ist Now, Voyager „erstklassiger Schmalz“, der durch gute Darstellungen profitiere und durchaus feministisch interpretierbar sei, wenn die männlichen Figuren schlussendlich nicht das Glück der Frau ausmachen.
In Deutschland ist der Film im Vergleich zum angloamerikanischen Raum eher weniger bekannt. Die Kritik des Filmdienstes, im Lexikon des internationalen Films abgedruckt, lobt nur Bette Davis:

„Hollywood-Melodram, das einzig wegen der großartigen darstellerischen Leistung von Bette Davis Interesse verdient.“

## Auszeichnungen
Bei der Oscarverleihung 1943 erhielt Max Steiner für seine Filmmusik einen Academy Award. Bette Davis erhielt eine Oscarnominierung für die beste weibliche Hauptrolle und Gladys Cooper für die beste weibliche Nebenrolle. 2007 wurde der Film in das National Film Registry aufgenommen.